# Balança Comercial do Brasil

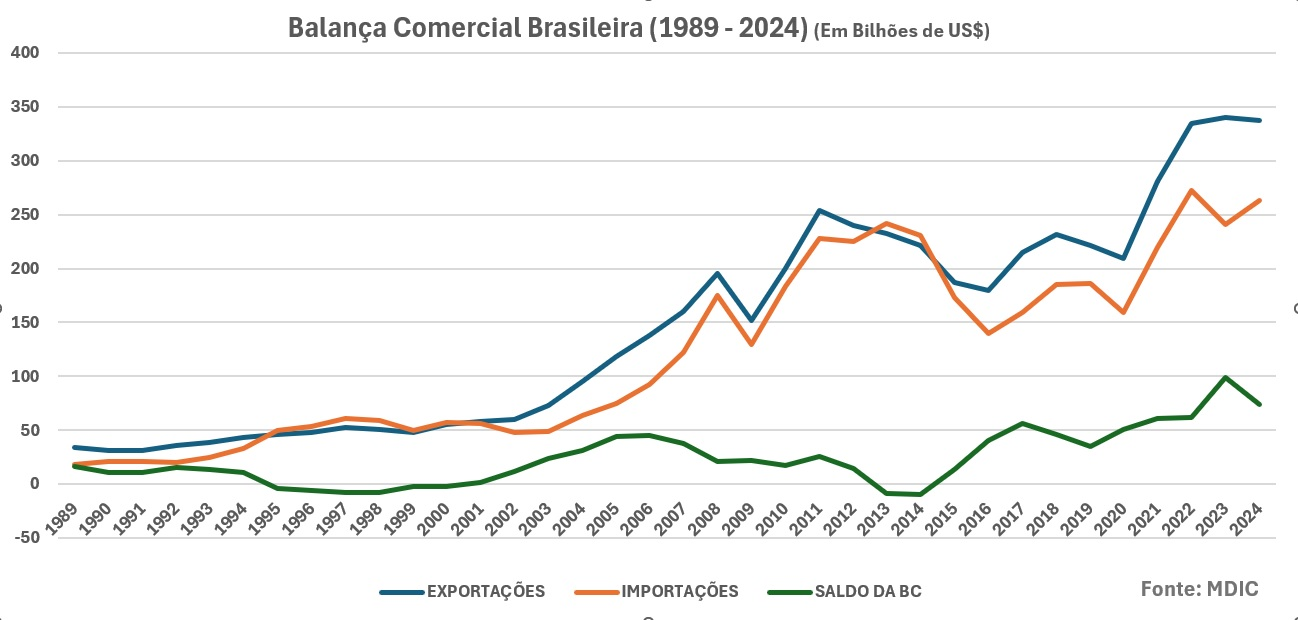
Gráfico apresentando a evolução da BC do Brasil entre os anos de 1989 a 2024.

A Balança Comercial do Brasil é um indicador econômico que registra a diferença entre as exportações e as importações de bens (mercadorias) do país durante um determinado período. Em termos simples, ela mede se o Brasil está exportando mais do que importa (superávit) ou se está importando mais do que exporta (déficit).
A balança comercial é importante porque influencia diretamente a economia do país, afetando o valor da moeda (o real, no caso do Brasil), a geração de emprego, a indústria local, e também a política econômica. Além disso, a balança comercial faz parte de um conjunto maior de contas externas, que inclui a balança de pagamentos, que registra todas as transações financeiras entre o Brasil e o resto do mundo.

## História
A balança comercial do Brasil tem sido influenciada por diversos fatores históricos, como mudanças no setor agrícola, políticas industriais, crises internacionais e o processo de globalização. O país, ao longo de sua história, transitou entre períodos de superávit e déficit comercial, com a balança comercial sendo um reflexo importante da sua posição econômica no cenário mundial.

| ANO  | EXPORTAÇÕES (Bilhões de US$) | IMPORTAÇÕES (Bilhões de US$) | SALDO DA BC (Bilhões de US$) |
| ---- | ---------------------------- | ---------------------------- | ---------------------------- |
| 1989 | 34,4                         | 18,3                         | 16,1                         |
| 1990 | 31,4                         | 20,7                         | 10,8                         |
| 1991 | 31,6                         | 21,0                         | 10,6                         |
| 1992 | 35,8                         | 20,6                         | 15,2                         |
| 1993 | 38,6                         | 25,3                         | 13,3                         |
| 1994 | 43,5                         | 33,1                         | 10,5                         |
| 1995 | 46,5                         | 50,0                         | -3,5                         |
| 1996 | 47,7                         | 53,3                         | -5,6                         |
| 1997 | 52,9                         | 60,5                         | -7,6                         |
| 1998 | 51,1                         | 58,7                         | -7,6                         |
| 1999 | 47,9                         | 50,3                         | -2,3                         |
| 2000 | 55,0                         | 57,0                         | -2,0                         |
| 2001 | 58,0                         | 56,6                         | 1,5                          |
| 2002 | 60,1                         | 48,3                         | 11,9                         |
| 2003 | 72,8                         | 49,3                         | 23,5                         |
| 2004 | 95,1                         | 63,8                         | 31,3                         |
| 2005 | 118,6                        | 74,7                         | 43,9                         |
| 2006 | 137,6                        | 92,5                         | 45,1                         |
| 2007 | 159,8                        | 122,0                        | 37,8                         |
| 2008 | 195,8                        | 174,7                        | 21,1                         |
| 2009 | 151,8                        | 129,4                        | 22,4                         |
| 2010 | 200,4                        | 183,3                        | 17,1                         |
| 2011 | 253,7                        | 228,0                        | 25,7                         |
| 2012 | 240,0                        | 225,2                        | 14,8                         |
| 2013 | 232,5                        | 241,5                        | -9,0                         |
| 2014 | 220,9                        | 230,8                        | -9,9                         |
| 2015 | 186,8                        | 173,1                        | 13,7                         |
| 2016 | 179,5                        | 139,3                        | 40,2                         |
| 2017 | 215,0                        | 159,0                        | 56,0                         |
| 2018 | 231,9                        | 185,3                        | 46,6                         |
| 2019 | 221,1                        | 185,9                        | 35,2                         |
| 2020 | 209,2                        | 158,8                        | 50,4                         |
| 2021 | 280,8                        | 219,4                        | 61,4                         |
| 2022 | 334,1                        | 272,6                        | 61,5                         |
| 2023 | 339,7                        | 240,8                        | 98,9                         |
| 2024 | 337,0                        | 262,9                        | 74,2                         |

### Período Colonial (1500-1822)
Durante o período colonial, o Brasil era uma colônia de exploração, principalmente voltada para a produção de commodities (como açúcar, ouro e, mais tarde, café), que eram exportadas para a metrópole portuguesa. O Brasil era dependente da importação de produtos manufaturados, o que resultava em um déficit comercial.

### Império (1822-1889)
Com a independência em 1822, o Brasil se tornou uma nação soberana, mas sua economia continuou a ser voltada para a exportação de produtos agrícolas, especialmente café, açúcar e mais tarde borracha. Durante o século XIX, o Brasil também se envolveu mais no comércio internacional, com o crescimento das exportações. Durante esse período o país viveu o ciclo do café.

### Primeira República (1889-1930)
No início da República, o Brasil passou a focar ainda mais em suas exportações agrícolas, com o café ainda dominando a pauta. No entanto, a economia brasileira também dependia da importação de produtos industrializados, como máquinas e bens de consumo. Nesse período, o Brasil passou por alguns altos e baixos. O crescimento do setor cafeeiro gerava superávit, mas crises, como a queda nos preços do café durante a crise de 1929, causaram sérios déficits comerciais.

### Era Vargas e Industrialização (1930-1945)
A década de 1930 marcou a transição para uma economia mais industrializada, com Getúlio Vargas implementando políticas de substituição de importações, ou seja, incentivando a produção de bens dentro do Brasil para reduzir a dependência de produtos importados. A industrialização e a criação de infraestrutura geraram um aumento nas importações, ao mesmo tempo que as exportações de produtos como café continuaram a ser uma base forte.

### Período Pós-Segunda Guerra e Industrialização Pesada (1945-1980)
Após a Segunda Guerra Mundial, o Brasil seguiu com um modelo de substituição de importações até a década de 1980, quando se tornaria mais dependente de investimentos externos e empréstimos para financiar sua infraestrutura e seu desenvolvimento industrial. Nos anos 1980, o Brasil enfrentou uma crise econômica que levou ao endividamento externo. Isso resultou em déficits comerciais devido ao alto custo das importações e à desaceleração nas exportações.

### Abertura Econômica e Globalização (1990-presente)
A partir da década de 1990, com a abertura da economia, o Brasil começou a integrar-se mais ao mercado global. O país passou a adotar políticas de livre comércio, como o Mercosul, e os fluxos de importações e exportações aumentaram. Durante a década de 2000, o Brasil experimentou um longo período de superávit comercial, especialmente impulsionado pela demanda global por suas commodities. No entanto, com a crise financeira global de 2008 e as dificuldades econômicas internas, o Brasil passou a ter períodos de déficit comercial novamente, principalmente com o aumento das importações de bens de capital e produtos industrializados.

## Principais exportações
A seguir estão apresentados em uma tabela com os produtos mais exportados pelo Brasil:
| Produto                         | Descrição                                                                                    | Principais Destinos                                     |
| ------------------------------- | -------------------------------------------------------------------------------------------- | ------------------------------------------------------- |
| Soja                            | O maior produto de exportação do Brasil, usado para consumo humano e ração animal.           | China, União Europeia, Ásia.                            |
| Minério de Ferro                | Essencial para a produção de aço, o Brasil é um dos maiores exportadores mundiais.           | China, Japão, Europa.                                   |
| Petróleo e Derivados            | O Brasil exporta petróleo bruto e seus derivados, com grandes reservas nacionais.            | Estados Unidos, China, Japão, Europa.                   |
| Carnes (Frango, Bovina e Suína) | O Brasil é um dos maiores exportadores de carne, especialmente de frango e boi.              | China, Hong Kong, União Europeia, Oriente Médio, Japão. |
| Café                            | O Brasil é o maior produtor e exportador mundial de café.                                    | Estados Unidos, União Europeia, Japão.                  |
| Açúcar                          | O Brasil é um dos maiores exportadores de açúcar do mundo.                                   | Índia, China, União Europeia, Oriente Médio.            |
| Celulose                        | O Brasil é um dos maiores exportadores de celulose do mundo, utilizada na produção de papel. | China, Estados Unidos, Europa.                          |

## Principais importações
A seguir estão apresentados em uma tabela com os produtos mais importados pelo Brasil:
| Produto                  | Descrição                                                                               | Principais Destinos de Origem                 |
| ------------------------ | --------------------------------------------------------------------------------------- | --------------------------------------------- |
| Máquinas e Equipamentos  | Inclui máquinas industriais, equipamentos de construção e tecnologias avançadas.        | China, Estados Unidos, Alemanha, Japão.       |
| Veículos e Autopeças     | Veículos automotores e peças para a indústria automobilística.                          | Argentina, Alemanha, Japão, Estados Unidos.   |
| Produtos Eletrônicos     | Inclui celulares, computadores, televisores e outros dispositivos eletrônicos.          | China, Estados Unidos, México, Coreia do Sul. |
| Químicos e Fertilizantes | Produtos químicos, como fertilizantes, produtos petroquímicos e produtos farmacêuticos. | China, Estados Unidos, Argentina, Alemanha.   |
| Petróleo e Derivados     | Inclui derivados de petróleo, como gasolina, diesel e outros combustíveis.              | Estados Unidos, Venezuela, Argentina, Kuwait. |
| Plásticos e Derivados    | Materiais plásticos em diversas formas, utilizados em indústrias e consumo.             | China, Estados Unidos, Alemanha, México.      |
| Cervejas e Bebidas       | Importação de cervejas, vinhos e outras bebidas.                                        | Argentina, Estados Unidos, Chile, Portugal.   |

## Principais parceiros comerciais
Os principais parceiros comerciais do Brasil, tanto para exportações quanto para importações, são países que desempenham um papel fundamental na troca de bens e serviços. O comércio exterior do Brasil é influenciado por vários fatores, como a demanda por commodities, a integração econômica regional e os acordos comerciais. Abaixo estão os principais parceiros comerciais do Brasil, com base nas exportações e importações:

### Principais Parceiros Comerciais do Brasil - Exportações
| País           | Descrição |
| -------------- | --- |
| China          | A China é o maior parceiro comercial do Brasil, especialmente nas exportações de commodities como soja, minério de ferro, petróleo e carne.                             |
| Estados Unidos | Grande importador de produtos brasileiros como soja, café, carne e minério de ferro. O comércio com os EUA também abrange produtos industrializados e eletrônicos.      |
| Argentina      | A Argentina é o principal parceiro comercial do Brasil na América Latina. O comércio com a Argentina inclui produtos como automóveis, máquinas e produtos alimentícios. |
| Países Baixos  | A Holanda funciona como um hub logístico na Europa para exportações brasileiras, especialmente de soja, carne, minério de ferro e açúcar.                               |
| Japão          | O Japão importa principalmente minério de ferro, carnes e soja, além de produtos manufaturados como automóveis e eletrônicos.                                           |
| União Europeia | A UE é um mercado importante para a soja, açúcar, carne e celulose brasileira. O bloco também é importante para exportações de máquinas e equipamentos.                 |

### Principais Parceiros Comerciais do Brasil - Importações
| País           | Descrição |
| -------------- | --- |
| China          | A China é o maior fornecedor de produtos eletrônicos, máquinas e equipamentos industriais, além de plásticos e ferramentas. |
| Estados Unidos | Importação de produtos químicos, máquinas, equipamentos eletrônicos, automóveis e combustíveis.                             |
| Argentina      | O Brasil importa principalmente automóveis, autopeças, máquinas e produtos alimentícios da Argentina.                       |
| Alemanha       | Importação de máquinas e equipamentos industriais, produtos químicos, automóveis e tecnologias avançadas.                   |
| Coreia do Sul  | A Coreia do Sul exporta eletrônicos, automóveis e equipamentos de telecomunicação para o Brasil.                            |
| México         | O México é importante para a importação de automóveis, autopeças, eletrônicos e máquinas.                                   |
| Japão          | Importação de máquinas e equipamentos industriais, eletrônicos e automóveis.                                                |

- Para exportações, a China é o maior parceiro, seguida pelos Estados Unidos e Argentina. O Brasil exporta principalmente commodities como soja, minério de ferro, carne e petróleo.
- Para importações, a China também é o maior parceiro, fornecendo principalmente produtos eletrônicos, máquinas e equipamentos. O Estados Unidos e Argentina também são grandes fornecedores, com foco em máquinas, autopeças e produtos químicos.

Esses países desempenham um papel crucial nas transações comerciais do Brasil, e a dinâmica do comércio exterior é altamente influenciada pelas relações econômicas com essas nações.

## Impacto na economia
As exportações e importações têm um papel crucial no desenvolvimento e na estabilidade da economia brasileira. O comércio exterior brasileiro está intimamente relacionado ao desempenho do setor produtivo, com reflexos diretos nas indústrias, e nos níveis de emprego e renda.
- Superávit e Déficit Comercial: Quando o Brasil tem um superávit comercial, ou seja, exporta mais do que importa, ele gera entradas de divisas que podem fortalecer a moeda nacional (o real) e ajudar a reduzir a dívida externa. No entanto, em momentos de déficit comercial, onde o país importa mais do que exporta, pode haver pressões sobre a balança de pagamentos e o valor da moeda, além de gerar desequilíbrios econômicos a longo prazo.[12]
- Commodities e Economia: O Brasil é um grande exportador de commodities, o que tem vantagens e desafios. Por um lado, commodities geram grandes receitas para o país. Por outro, o Brasil permanece dependente de fatores externos, como os preços internacionais e a demanda global, o que pode tornar a economia vulnerável a flutuações nos mercados internacionais. A dependência dessas commodities também pode dificultar a diversificação do setor produtivo e a inovação tecnológica.[13]
- Diversificação e Inovação: O comércio exterior também oferece oportunidades para que o Brasil diversifique suas exportações, desenvolva novas parcerias comerciais e amplie a produção de bens manufaturados. No entanto, isso requer esforços para melhorar a infraestrutura, o ambiente de negócios e a qualificação da força de trabalho.[14]

## Desafios e oportunidades
Desse modo, o comércio exterior do Brasil enfrenta uma série de desafios e também apresenta oportunidades que podem contribuir para o crescimento econômico sustentável e a diversificação da economia.

#### Desafios:
1. Dependência de Commodities: O Brasil ainda depende significativamente da exportação de commodities. Essa dependência torna o país vulnerável a flutuações no câmbio e nos preços dos produtos no mercado global. Por exemplo, uma queda nos preços do minério de ferro ou do petróleo pode afetar gravemente a receita de exportação, prejudicando o superávit comercial e a balança de pagamentos. Por outro lado, uma valorização do real frente ao dólar americano também pode favorecer as exportações brasileiras.[16][17]
2. Barreiras Comerciais e Protecionismo: Muitos países impõem barreiras tarifárias e não tarifárias para proteger suas indústrias internas. Isso limita o acesso do Brasil a mercados estratégicos, como a União Europeia e os Estados Unidos, dificultando o crescimento das exportações de produtos manufaturados.[18]
3. Infraestrutura: A infraestrutura do Brasil, especialmente no que se refere ao transporte e logística, ainda é um desafio significativo. O custo elevado do transporte e a falta de eficiência nos portos podem reduzir a competitividade das exportações brasileiras, tornando os produtos mais caros no mercado global.
4. Concorrência Internacional: O Brasil enfrenta concorrência acirrada de outros países emergentes que produzem produtos similares, como Argentina, China e Indonésia, em setores como agronegócio e mineração. Essa concorrência pode reduzir a participação do Brasil no mercado global.[19]

#### Oportunidades:
1. Diversificação das Exportações: O Brasil possui um enorme potencial para diversificar suas exportações, especialmente em produtos industrializados, como tecnologia, máquinas e produtos químicos. A indústria de transformação no Brasil tem crescido, e há espaço para um aumento na exportação de produtos com maior valor agregado, o que pode ajudar a reduzir a dependência das commodities.[20]
2. Expansão do Comércio com Mercados Emergentes: O Brasil tem uma grande oportunidade de expandir suas exportações para mercados emergentes da África, Ásia e América Latina. A China, por exemplo, continua a ser um parceiro estratégico, mas outros países, como Índia e Indonésia, também representam mercados em crescimento para o Brasil.[21]
3. Acordos Comerciais: O Brasil tem buscado estreitar suas relações com blocos econômicos e países fora da América Latina. A integração ao Mercosul e a busca por novos acordos, como o Acordo União Europeia-Mercosul, podem abrir portas para novas parcerias comerciais e aumentar as exportações brasileiras.[22]
4. Sustentabilidade e Produtos Verdes: A crescente demanda por produtos sustentáveis e “verdes” no mercado internacional representa uma oportunidade para o Brasil, especialmente nos setores de agropecuária sustentável, energia renovável e bioenergia. Produtos brasileiros que seguem critérios ambientais podem ter uma vantagem competitiva.[23]